# Ковингтон (Луизиана)
Ковингтон (англ. Covington) — город в штате Луизиана (США). Административный центр прихода Сент-Таммани. В 2010 году в городе проживали 8765 человек. Ковингтон входит в метрополитенский ареал Нового Орлеана — Метари — Кеннера. Он был основан в 1813 году.

## Географическое положение
По данным Бюро переписи населения США город имеет площадь 21,2 квадратных километров. Ковингтон находится на пересечении трёх рек.

## История
Приход Сент-Таммани был частью испанской территории Западная Флорида. Территория города была подарена испанцами Жаку Дрье, а затем перекуплена Джоном Коллинзом в 1813 году. Джон Уортон Коллинз, торговец из Нового Орлеана, основал на территории город Ковингтон, сначала известный под названием Уортон. Город был инкорпорирован в 1816 году под названием Ковингтон. С 1829 года город стал административным центром прихода.

## Население
| Год переписи | Нас.  |  | %±     |
| ------------ | ----- |  | ------ |
| 1870         | 585   |  | —      |
| 1880         | 567   |  | −3,1%  |
| 1890         | 976   |  | 72,1%  |
| 1900         | 1205  |  | 23,5%  |
| 1910         | 2601  |  | 115,9% |
| 1920         | 2942  |  | 13,1%  |
| 1930         | 3208  |  | 9%     |
| 1940         | 4123  |  | 28,5%  |
| 1950         | 5113  |  | 24%    |
| 1960         | 6754  |  | 32,1%  |
| 1970         | 7170  |  | 6,2%   |
| 1980         | 7892  |  | 10,1%  |
| 1990         | 7691  |  | −2,5%  |
| 2000         | 8483  |  | 10,3%  |
| 2010         | 8765  |  | 3,3%   |
| 2018         | 10463 |  | 19,4%  |

По данным переписи 2010 года население Ковингтона составляло 8765 человек (из них 46,6 % мужчин и 53,4 % женщин), в городе было 3639 домашних хозяйств и 2324 семьи. Расовый состав: белые — 77,8 %, афроамериканцы — 19,0 % и представители двух и более рас — 1,3 %. 3,7 % имеют латиноамериканское происхождение.
Население города по возрастному диапазону по данным переписи 2010 года распределилось следующим образом: 23,9 % — жители младше 18 лет, 3,2 % — между 18 и 21 годами, 57,9 % — от 21 до 65 лет и 15,0 % — в возрасте 65 лет и старше. Средний возраст населения — 40,7 года. На каждые 100 женщин в Ковингтоне приходилось 87,3 мужчин, при этом на 100 совершеннолетних женщин приходилось уже 83,1 мужчин сопоставимого возраста.
Из 3639 домашних хозяйств 63,9 % представляли собой семьи: 42,0 % совместно проживающих супружеских пар (15,8 % с детьми младше 18 лет); 17,5 % — женщины, проживающие без мужей и 4,3 % — мужчины, проживающие без жён. 36,1 % не имели семьи. В среднем домашнее хозяйство ведут 2,40 человека, а средний размер семьи — 3,01 человека. В одиночестве проживали 30,5 % населения, 11,5 % составляли одинокие пожилые люди (старше 65 лет).

## Экономика
В 2017 году из 8286 человек старше 16 лет имели работу 4173. При этом мужчины имели медианный доход в 62 536 долларов США в год против 40 296 долларов среднегодового дохода у женщин. В 2016 году медианный доход на семью оценивался в 68 902 $, на домашнее хозяйство — в 57 438 $. Доход на душу населения — 28 654 $ в год. 10,2 % от всего числа семей в Ковингтоне и 13,0 % от всей численности населения находилось на момент переписи за чертой бедности.